# Obiektyw portretowy Dallmeyera

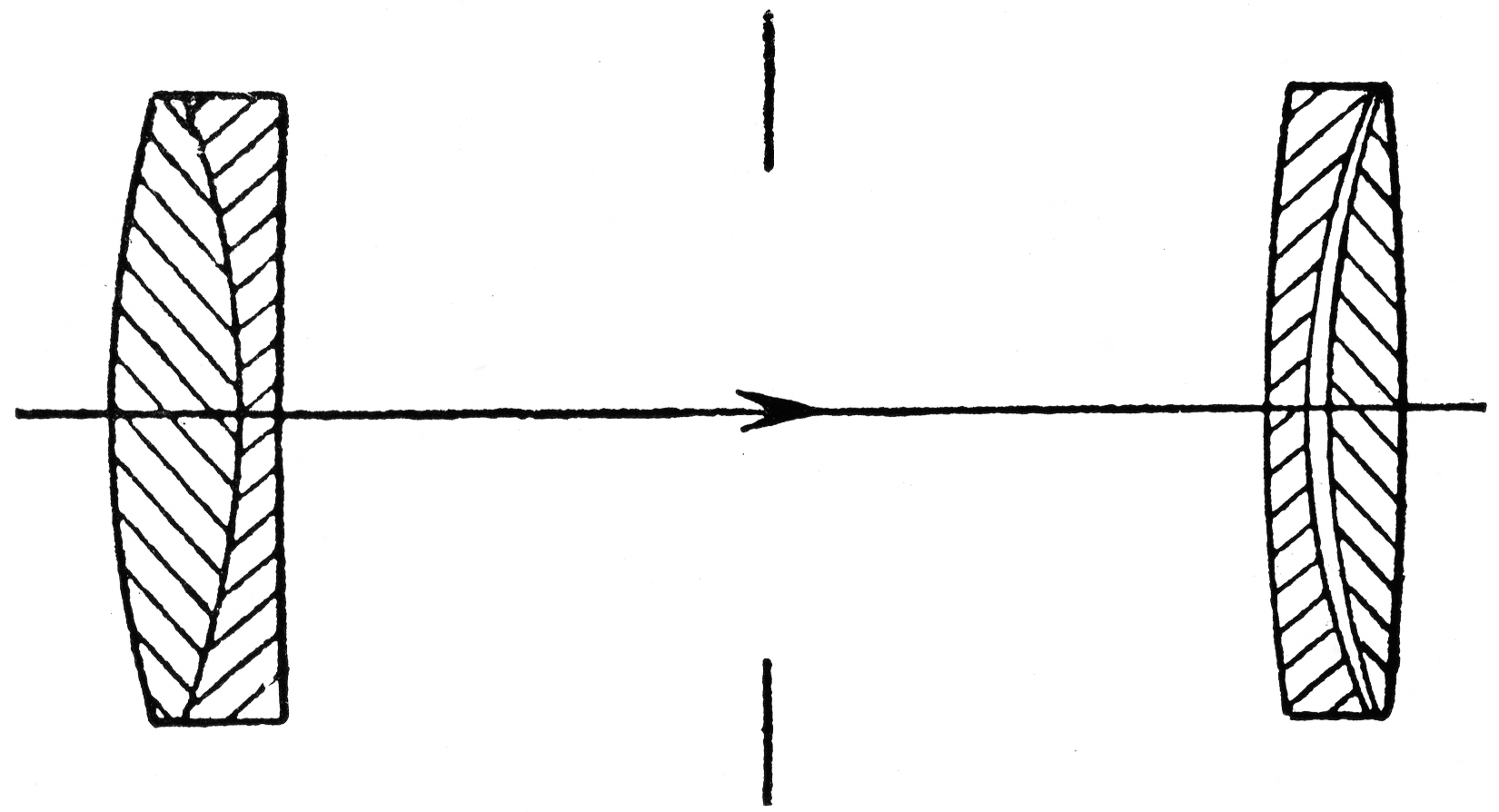
Schemat obiektywu

Obiektyw portretowy Dallmeyera (ang. Dallmeyer patent portrait lens) – obiektyw fotograficzny opracowany w 1866 przez Johna Dallmeyera będący odmianą obiektywu Petzvala, który został zaprojektowany w 1840 przez Józsefa Petzvala.
Obiektyw Petzvala zbudowany jest z dwóch dubletów, soczewki składające się na poszczególne dublety muszą być wykonane z innego szkła optycznego, przy czym mogą one być umieszczone w kolejności AB-BA lub BA-AB. Petzval, projektując swój obiektyw, wybrał układ kron/flint-flint/kron, ale w praktyce także odwrotny układ soczewek dawał identyczne wyniki. W 1866 John Henry Dallmeyer wykorzystał tę własność obiektywu Petzvala, patentując (patent brytyjski 2502/66, patent amerykański 65.729) obiektyw z odwrotnym układem soczewek.
Tak zaprojektowany obiektyw miał w praktyce takie same osiągi optyczne jak obiektyw Petzvala, w tym taki sam otwór względny wynoszący ok. f/3,7. W opisie patentowym Dallmeyer zasugerował, że zmieniając separację elementów tylnego dubletu, do obiektywu można wprowadzić efekt zmiękczający (soft focus) i niektóre z produkowanych w późniejszym czasie obiektywów Dallmeyera miały mechanizm na to pozwalający. Produkowane przez Dallmeyera obiektywy miały znakomitą reputację i bardzo wysokie jak na ówczesne czasy osiągi optyczne.
W 1870 H. F. A. Zincke-Sommer wyprodukował obiektyw Dallmeyera o większym otworze względnym wynoszącym f/2,37.